# 段素興
段 素興（だん そこう）は、大理国の第10代王。段素真の孫。
広壮な宮室を東京に営み、多くの草花を植えて楽しんだ。春には堤の上にのぼって黄色い花を植え、繞道金稜と名づけ、雲津橋の上には白い花の種をまき、縈城銀稜と名づけた。政治に関心を持たず、昼夜を問わず酒宴と行楽に没頭し国人の不満を高めた。1044年、廃位された。